# Юрьев, Даниил Юрьевич
Даниил Юрьевич Юрьев (22 февраля 1996, Приморско-Ахтарск, Краснодарский край, Россия — 4 апреля 2024, Часов Яр, Донецкая область, Украина) — российский военнослужащий, гвардии сержант, заместитель командира парашютно-десантного взвода парашютно-десантной роты 217-го гвардейского парашютно-десантного полка 98-й гвардейской воздушно-десантной дивизии Воздушно-десантных войск. Герой Российской Федерации (2025, посмертно).

## Биография
Родился 22 февраля 1996 года в городе Приморско-Ахтарск Краснодарского края.
С 2003 по 2008 год обучался в МБОУ «Средняя общеобразовательная школа № 22» г. Приморско-Ахтарск. С 2008 по 2012 год обучался в МБОУ г. Владимира «Средняя общеобразовательная школа № 40».
В 2012 году зачислен на обучение в ГБПОУ ВО «Владимирский химико-механический колледж».
После окончания второго курса обучения решил отправиться проходить срочную службу в рядах Вооружённых сил Российской Федерации. По распределению был направлен в 1-й отдельный стрелковый Семёновский полк. С 2014 по 2015 год проходил срочную службу. Во время службы занимал должность командира отделения и получил звание младшего сержанта.
9 марта 2016 года принят на действительную службу по контракту в 217-й гвардейский парашютно-десантный Ивановский ордена Кутузова полк (в/ч 62295). С 2016 по 2018 год занимал должность наводчика парашютно-десантной роты парашютно-десантного батальона, с 2018 года переведён на должность командира отделения ‒ командира боевой машины парашютно-десантной роты парашютно-десантного батальона. Приказом командира 98-й гвардейской воздушно-десантной дивизии в 2018 году Юрьеву присвоено звание сержанта. За время прохождения службы совершил 48 прыжков с парашютом.
С 2021 по 2022 год принимал участие в военной операции в Сирии. Приказом министра обороны Российской Федерации в 2021 году Юрьев награждён медалью «Участнику военной операции в Сирии».
С 2022 года принимал участие в российском вторжении на Украину.
В 2023 году получил удостоверение ветерана боевых действий.
Дважды награждён медалью «За отвагу» (2023, 2024). В 2023 году награждён орденом Мужества.
4 апреля 2024 года командовал штурмовой группой на территории микрорайона Канал города Часов Яр Бахмутовского района Донецкой области. Двигаясь на БТР-МД «Ракушка» под миномётным огнём противника и ударами ФПВ-дронами, осуществил сближение и спешивание с боевой машины рядом с опорным пунктом противника. Под перекрёстным огнём, массированным миномётно-артиллерийским обстрелом гвардии сержант Юрьев Д. Ю., спешившись, первым лично прикрывал спешивание и развёртывание в боевые порядки штурмовой группы и отход боевой машины. Организовав с ходу атаку на позиции противника, обеспечил живучесть группы и в дальнейшем успешный штурм опорного пункта противника. Во время смены огневой позиции, в результате артиллерийского обстрела получил множественные осколочные ранения, не совместимые с жизнью.[ненейтрально?]
Похоронен 26 сентября 2024 года во Владимире на кладбище «Улыбышево».
Указом Президента Российской Федерации от 25 февраля 2025 года Даниилу Юрьеву присвоено посмертно звание Героя Российской Федерации 
«за мужество и героизм, проявленные в ходе исполнения воинского долга».

## Звания и награды
- Герой Российской Федерации (посмертно), 2025
- Орден Мужества, 2023
- Медаль «За отвагу», 2023
- Медаль «За отвагу», 2024
- Медаль «Участнику военной операции в Сирии», 2021
- Ветеран боевых действий, 2023